# Зебжидовице (гмина)
Зебжидовице (пол. Zebrzydowice) — сельская гмина (волость) в Польше, входит как административная единица в Цешинский повет, Силезское воеводство. Население — 12 384 человека (на 2004 год).

## Демография
| Перепись                       | Всего   | Всего | Женщины | Женщины | Мужчины | Мужчины |
| ------------------------------ | ------- | ----- | ------- | ------- | ------- | ------- |
| Единицы                        | человек | %     | человек | %       | человек | %       |
| Население                      | 12 384  | 100   | 6331    | 51,1    | 6053    | 48,9    |
| Плотность населения (чел./км²) | 297,1   | 297,1 | 151,9   | 151,9   | 145,2   | 145,2   |

## Соседние гмины
1. Гмина Хажлях
2. Ястшембе-Здруй
3. Гмина Павловице
4. Гмина Струмень
5. Чехы